# ヘンリー・ウィズナー
ヘンリー・ウィズナー（英: Henry Wisner、1720年頃-1790年3月4日）は、ニューヨーク植民地ゴーシェン出身の製粉業者であり、アメリカ独立戦争の時にはパトリオットの指導者となり、大陸会議でニューヨークの代表を務めた。

## 伝記
ウィズナーは1720年頃にニューヨーク植民地のフロリダで生まれ、全人生を通じてオレンジ郡の住人として過ごした。ゴーシェンに製粉所を建てて運営し、町の指導的市民の一人になった。
オレンジ郡はまず1759年にニューヨーク植民地議会の代議員にウィズナーを選出し、その後11期連続して送り出し続けた。1768年、ウィズナーは郡の一般訴訟裁判所判事になった。ニューヨーク植民地が1775年に革命政府を創設した時にはニューヨーク植民地会議の代表になった。この会議は続いてウィズナーを大陸会議代表に指名し、ウィズナーはこれを1776年まで務めた。大陸会議がアメリカ独立宣言を採択した時にもウィズナーは代議員だったが、ニューヨークの代表は独立を宣言することを認められなかったので、裁決投票には加われなかった。後年にウィズナーは独立に賛成票を投じた唯一のニューヨーク植民地代議員だったという主張がなされたが、これは根拠の無いことだったと考えられている。ウィズナーは投票できなかったので、投票していない。ニューヨークの代議員団は最終的に独立宣言を支持することを承認し、1776年8月に署名式が行われたが、ウィズナーは署名を行う大陸会議の場に出ていなかった。
ウィズナーは大陸会議に出ている間に、大陸軍の問題点の一つは弾薬を得ることの難しさだと分かった。ウィズナーは故郷のオレンジ郡に戻って火薬製造所を3箇所建設した。その生産の最高時点では毎週1,000ポンド (450 kg) の火薬を出荷した。後には大砲の設置やハドソン川を見下ろす防御工作物の建設に金を出し、イギリス軍がハイランド地域でハドソン川を使うことが出来ないようにした。
1777年、ウィズナーは再度植民地会議の議員となり、ニューヨーク邦の最初の憲法を起草する委員会委員となった。この憲法の下で、ウィズナーは1777年から1782年まで邦上院議員を務めた。独立戦争が終わった後も公的な事業で活動を続けた。
1784年にゴーシェンにアカデミーを設立し、ニューヨーク州大学校設立者の一人となった。この時点から1787年まで同大学の理事会の一員を務めた。1788年、ウィズナーはアメリカ合衆国憲法を批准するために招集されたニューヨーク邦批准会議には代議員となった。ウィズナーは強い中央政府が最終的に州と個人の権利を侵すことを怖れ、批准反対に廻った者達の一人となった。
ウィズナーは1790年にゴーシェンの自宅で死に、フィリップスバーグのオールド・ウォールキル墓地に埋葬されている。